# 上大迫祐希
上大迫 祐希（かみおおさこ ゆうき、2000年12月28日 - ）は日本の女優。アイエス・フィールド所属。

## 人物
- 鹿児島県出身。血液型 A型、身長154cm[1]
- 特技はピアノ、書道、鹿児島弁[1]

## 出演

### 映画
- 「スパゲティコード・ラブ」（2021年11月26日公開） - 小川花 役
- 「ザ・オーディション」（2022年6月25日公開）
- 「神田川のふたり」（2022年9月2日公開） - 主演 竹下舞 役[2]
- 「青すぎる、青」（2023年11月4日公開） - 主演 田中美巳 役[3]
- 「ぬいぐるみとしゃべる人はやさしい」（2023年4月14日公開） - 藤尾 役[4]

### 配信ドラマ
- ABEMA 恋愛ドラマな恋がしたい〜Kiss me like a princess〜[5]

### 舞台
- 「無風／あの匂い」平塚直隆演出（2020年9月、スターフィールド劇場） - 女 役
- 「日本語私辞典」平塚直隆演出（2021年3月、シアター風姿花伝） - 役者
- 朗読劇「星と光の旅」池畑暢平演出（2021年6月、R'sアートコート） - ハナ 役
- 「ここはカナダじゃない」平塚直隆演出（2022年1月、雑遊）
- ラッパ屋リーディング公演Vol.2「ショウは終わった」鈴木聡演出（2022年5月、新宿シアタートップス）
- 「彼女にあったら、よろしくと」堀内博志演出（2024年4月、ブルースクエア四谷）[6]
- 「拘ったところでたかが文字」（2025年4月、新宿シアタートップス）[7]
- 「キレイをつなぐ物語」（2025年7月26日 - 27日〈予定〉、博品館劇場）[8]

### テレビ
- 情報番組 マチコミ(2022年11月2日、12月13日、2023年4月18日、6月6日、6月9日)[9][10][11][12][13][14][15][16]

## CM
- 「ポケモンユナイト」クライマックス編（2021年8月）

### WebCM
- 「カネボウ化粧品 KATE」#青春にルールなんてない（2020年12月）
- 「江崎グリコ ポッキー」リモート篇（2021年）
- 「住友商事ケミカル 熱トルネード」（2021年12月）

### 新聞
- 「INFLUX」（2022年3月）

## 写真集
- デジタル写真集「いつもの感じで」（2021年12月、集英社）